# Fermín de Luis Marín
Fermín De Luis Marín (Pamplona, 22 de gener de 1964) és un exfutbolista navarrès, que ocupava la posició de defensa.

## Trajectòria
Va romandre la major part de la seua carrera esportiva a les files del CA Osasuna, on va ser un dels jugadors més destacats de la dècada dels 80. Amb els de Pamplona hi va sumar 184 partits i dos gols entre 1984 i 1992.
Va ser titular entre la 86/87 (en la qual disputa 46 partits) i la 89/90.